# Olios sanctivincenti
Olios sanctivincenti là một loài nhện trong họ Sparassidae.
Loài này thuộc chi Olios. Olios sanctivincenti được Eugène Simon miêu tả năm 1897.